# Leonard Read
Leonard E. Read (sinh ngày 26-09-1898, mất ngày 14-05-1983) Leonard E. Read là người sáng lập FEE - Foundation for Economic Education (Quỹ về giáo dục kinh tế), là một trong những tổ chức hiện đại đầu tiên về chủ nghĩa tự do cá nhân tại Hoa Kỳ. Ông đã viết 29 cuốn sách và nhiều tiểu luận, nổi tiếng trong số đó có "I, Pencil" vào năm 1958.  

## Sự nghiệp kinh doanh
Sau khi ngưng làm việc cho quân đội Không quân Hoa Kỳ trong thế chiến thứ nhất, Read bắt đầu công việc kinh doanh buôn bán sỉ hàng tạp phẩm tại Ann Abor, Michigan. Vào lúc ban đầu thì mọi thứ suôn sẻ nhưng về sau này thì công việc trở nên khó khăn. Ông chuyển tới California, nơi mà ông đã bắt đầu sự nghiệp mới tại một phòng thương mại nhỏ ở Burlingame gần San Francisco. Read dần dần thăng tiến trong hệ thống phong ban thương mại ấy của Mỹ, cuối cùng trở thành tổng giám đốc tại chi nhánh Los Angeles, lớn nhất Mỹ vào năm 1939.  

## Hoạt động tuyên truyền chủ nghĩa tự do cá nhân
Trong thời kỳ này, quan điểm của ông dần tăng theo hướng chủ nghĩa tự do cá nhân. Dường như vào năm 1933, trong cuộc họp với William C. Mullendore, giám đốc hành chính của Southern California Edison, rằng Read cuối cùng đã tin chắc rằng Chính sách kinh tế mới (New Deal) đã hoàn toàn không hiệu quả và trái với đạo đức. Read cũng được ảnh hướng sâu sắc từ đức tin của ông. Mục sư của ông, Giáo sĩ James W. Fifield là mục sư của Giáo đoàn thứ nhất tại Los Angeles với 4000 thành viên, tại đó Read cũng là thành viên hội đồng. Fifield phát động "cuộc vận động ngăn chặn" nhằm chống lại "nguyên tắc chỉ đạo xã hội" của Chính sách kinh tế mới, cố gắng để thuyết phục các mục sư khắp đất nước chấp nhận và thực hiện chủ nghĩa tự do cá nhân "lý tưởng cao cả". Trong cùng thời kỳ ông làm việc cho phòng thương mại, Read cũng bị ảnh hưởng sâu sắc bởi nhiều nhân vật như Albert Jay Nock, và muộn hơn, Ayn Rand, và nhà kinh tế học Ludwig von Mises và Henry Hazlitt.  
Vào năm 1945, Virgil Jordan, giám đốc của Hội đồng hội nghị Công nghiệp Quốc gia NICB tại New York đã mời Read trở thành giám đốc hành chính. Read nhận ra rằng ông có thể sẽ phải rời khỏi NICB để bỏ toàn thời gian vào theo đuổi việc quảng bá cho thị trường tự do, nguyên tắc giới hạn chính phủ, kết quả là ông đã từ bỏ.
Một nhà tài trợ vào thời gian ngắn ngủi ông còn làm việc tại NICB, David M. Goodrich đã khuyến khích Read thành lập một tổ chức của riêng ông. Với sự viện trợ từ Goodrich, cùng với hỗ trợ tài chính đến từ William Volker Fund và Harold Luhnow, Read và Harlitt đã thành lập FEE - Foundation for Economic Education vào năm 1946, theo đó với hướng đi của nó, giúp đỡ cho việc gây cảm hứng cho Friedrick Hayek thành lập Mont Pelerin Society vào năm sau đó. Trong thời kỳ những năm 1940, nhà triết học Ayn Rand là một cố vấn quan trọng, hoặc là "ghost", như người ta gọi, theo lời của Read.  
Năm 1950, Read tham gia một hội đồng giám đốc của The Freeman, một tạp chí phát hành thường kỳ vừa mới thành lập, một tạp chí về thị trường tự do mà trở thành người tiên phong cho tạp chí bảo thủ National Review sau này, với việc Read là một người đóng góp. năm 1954, Read chuẩn bị cho việc chuyển đổi từ một tờ tạp chí chật vật sang tổ chức có lợi nhuận sở hữu bởi FEE, Vào năm 1956, FEE được thừa nhận quản lý trực tiếp tờ báo đã chuyển nó qua một công cụ phi lợi nhuận phục vụ cho tổ chức.
Read nhận Bằng Tiến sĩ Danh dự tại Universidad Francisco Marroquín vào năm 1976, ông tiếp tục làm việc tại FEE cho tới khi mất vào năm 1983.  